# Zaydou Youssouf
Zaydou-Dine Youssouf (Bordeaux, 11 juli 1999) is een Comorees-Frans voetballer die doorgaans speelt als middenvelder. In januari 2025 verruilde hij FC Famalicão voor Al-Fateh. Youssouf maakte in 2024 zijn debuut in het Comorees voetbalelftal.

## Clubcarrière
Youssouf speelde in de jeugd van CMO Bassens en kwam in 2009 terecht in de jeugdopleiding van Girondins de Bordeaux. Zijn debuut maakte hij op 30 november 2016, toen met 1–1 gelijkgespeeld werd op bezoek bij Bastia. Thievy Bifouma opende de score namens Bastia en via Gaëtan Laborde werd het uiteindelijk gelijk. Zoussouf begon aan de wedstrijd als reservespeler en van coach Jocelyn Gourvennec mocht hij zestien minuten voor tijd invallen voor Jérémy Toulalan. In de zomer van 2019 verkaste Youssouf voor circa twee miljoen euro naar Saint-Étienne, waar hij zijn handtekening zette onder een verbintenis voor de duur van vier seizoenen.
Aan het einde van het seizoen 2021/22 degradeerde Saint-Étienne naar de Ligue 2. Youssouf daalde niet mee af, maar maakte de overstap naar FC Famalicão. Tweeënhalf jaar had hij overwegend een basisplaats bij de Portugese club, voor hij overgenomen werd door Al-Fateh voor een bedrag van circa zes miljoen euro.

## Clubstatistieken
| Seizoen | Club                  | Competitie       | Competitie | Competitie | Beker | Beker | Internationaal | Internationaal | Totaal | Totaal |
| Seizoen | Club                  | Competitie       | Wed.       | Dlp.       | Wed.  | Dlp.  | Wed.           | Dlp.           | Wed.   | Dlp.   |
| ------- | --------------------- | ---------------- | ---------- | ---------- | ----- | ----- | -------------- | -------------- | ------ | ------ |
| 2016/17 | Girondins de Bordeaux | Ligue 1          | 2          | 0          | 1     | 0     | —              | —              | 3      | 0      |
| 2017/18 | Girondins de Bordeaux | Ligue 1          | 6          | 0          | 1     | 0     | —              | —              | 7      | 0      |
| 2018/19 | Girondins de Bordeaux | Ligue 1          | 11         | 0          | 0     | 0     | 8              | 1              | 19     | 1      |
| 2019/20 | Saint-Étienne         | Ligue 1          | 16         | 0          | 1     | 0     | 6              | 0              | 23     | 0      |
| 2020/21 | Saint-Étienne         | Ligue 1          | 29         | 1          | 1     | 0     | —              | —              | 30     | 1      |
| 2021/22 | Saint-Étienne         | Ligue 1          | 30         | 1          | 5     | 1     | —              | —              | 35     | 2      |
| 2022/23 | Saint-Étienne         | Ligue 2          | 1          | 0          | 0     | 0     | —              | —              | 1      | 0      |
| 2022/23 | FC Famalicão          | Primeira Liga    | 32         | 2          | 10    | 1     | —              | —              | 42     | 3      |
| 2023/24 | FC Famalicão          | Primeira Liga    | 32         | 2          | 2     | 0     | —              | —              | 34     | 2      |
| 2024/25 | FC Famalicão          | Primeira Liga    | 17         | 2          | 2     | 0     | —              | —              | 19     | 2      |
| 2024/25 | Al-Fateh              | Saudi Pro League | 1          | 0          | 0     | 0     | —              | —              | 1      | 0      |
| Totaal  | Totaal                | Totaal           | 177        | 8          | 23    | 2     | 8              | 1              | 208    | 11     |

Bijgewerkt op 7 februari 2025.

## Interlandcarrière
Youssouf maakte zijn debuut in het Comorees voetbalelftal op 15 november 2024, toen met 1–2 gewonnen werd van Gambia door doelpunten van Rafiki Saïd en Myziane Maolida en een tegentreffer van Alassane Jatta. Youssouf mocht van bondscoach Stefano Cusin in de basis starten en hij speelde de volledige negentig minuten mee. Ook gaf hij een assist op de treffer van Saïd.
| Interlands van Zaydou Youssouf voor Comoren | Interlands van Zaydou Youssouf voor Comoren | Interlands van Zaydou Youssouf voor Comoren | Interlands van Zaydou Youssouf voor Comoren | Interlands van Zaydou Youssouf voor Comoren | Interlands van Zaydou Youssouf voor Comoren | Interlands van Zaydou Youssouf voor Comoren |
| №                                           | Datum                                       | Wedstrijd                                   | Uitslag                                     | Competitie                                  | Goals                                       |                                             |
| Als speler bij FC Famalicão                 | Als speler bij FC Famalicão                 | Als speler bij FC Famalicão                 | Als speler bij FC Famalicão                 | Als speler bij FC Famalicão                 | Als speler bij FC Famalicão                 | Als speler bij FC Famalicão                 |
| ------------------------------------------- | ------------------------------------------- | ------------------------------------------- | ------------------------------------------- | ------------------------------------------- | ------------------------------------------- | ------------------------------------------- |
| 1                                           | 15 november 2024                            | Gambia – Comoren                            | 1 – 2                                       | AK 2025 kwalificatie                        |                                             |                                             |
| 2                                           | 18 november 2024                            | Comoren – Madagaskar                        | 1 – 0                                       | AK 2025 kwalificatie                        |                                             |                                             |

Bijgewerkt op 7 februari 2025.